# Divisão N.º 10 (Alberta)
A Divisão N.º 10 é uma das dezenove divisões do censo da província canadense de Alberta, conforme definido pela Statistics Canada. A divisão está localizada no oeste da Região Central de Alberta, incluindo parte da cidade de Lloydminster, uma cidade compartilhada com a província vizinha, Saskatchewan.